# Antiphon ornatum
Antiphon ornatum är en insektsart som först beskrevs av Henri Saussure 1859.  Antiphon ornatum ingår i släktet Antiphon och familjen gräshoppor. Inga underarter finns listade i Catalogue of Life.